# (69496) Zaoryuzan
(69496) Zaoryuzan est un astéroïde de la ceinture principale.

## Description
(69496) Zaoryuzan est un astéroïde de la ceinture principale. Il fut découvert le 13 janvier 1997 à Nanyo par Tomimaru Okuni. Il présente une orbite caractérisée par un demi-grand axe de 2,42 UA, une excentricité de 0,15 et une inclinaison de 1,0° par rapport à l'écliptique.

## Compléments